# Éliane Varon
Éliane Varon, de son vrai nom Éliane Vacheron, née à Paris le 17 janvier 1938, est une soprano française qui s'est illustrée aussi bien dans l'opérette, l'opéra et la comédie musicale. Dans les années 1960-70, dernière vague de l'opérette triomphante à Paris, elle est la créatrice de plusieurs ouvrages au Châtelet et à Mogador aux côtés d'artistes prestigieux comme Georges Guétary, Jean Richard, Tino Rossi, Luis Mariano, Annie Cordy, Maurice Baquet, et son mari Luc Barney…

## Biographie

### Ses débuts
Son enfance est difficile car elle perd son père à 3 ans et elle fait même un séjour dans un orphelinat. 
Sa mère la reprend finalement et l'inscrit dans une école de chant alors que sa vocation était celle d'une pilote de ligne.
Elle étudie non seulement la technique vocale, mais aussi la danse et l'art lyrique.
Obligée de gagner sa vie, elle est engagée comme secrétaire à Monoprix et concomitamment elle prépare son concours d'entrée au Conservatoire de Paris où elle est admise grâce à son interprétation de la prière de La Tosca. C'est à cette occasion qu'elle rencontre parmi les élèves, dont certains feront une brillante carrière, le baryton Marc Vento, auquel la liera une tendre amitié.
Elle obtient un premier prix de chant et d'opérette.
Mars 1959, engagée à Mogador comme doublure de Françoise Doué dans Sissi Future Impératrice opérette de Fritz Kreisler, elle est souvent amenée à jouer le rôle principal en raison de la maladie de la titulaire.
Au concours des voix d'or de Vichy, où elle est récompensée par le prix Hortense Schneider, elle est remarquée par Raymond Vogel qui l'engage pour 4 ans à l'Opéra de Strasbourg, ce qui lui permet d'apprendre son métier.
Elle assure les seconds rôles d'opéra et les premiers rôles d'opérette : Rose Marie, Rêve de Valse, La Fille de Madame Angot.
C'est lors d'une représentation à Lyon qu'elle rencontre Luc Barney, avec lequel elle part en tournée avec Quatre Jours à Paris. 
Alors qu'elle joue Quatre Jours à Paris au théâtre des Célestins à Lyon, tandis que Luc Barney interprète La Route Fleurie à l'Opéra, ce dernier lui présente le librettiste Raymond Vincy qui la recommande à Maurice Lehmann, le célèbre directeur du Châtelet, lequel recherchait d'urgence une fantaisiste, pour une reprise imprévue au sein son théâtre de Méditerranée, opérette de Francis Lopez avec Rudy Hirigoyen (juillet 1964).

### La notoriété
Très satisfait de sa prestation, Maurice Lehmann la réengage immédiatement comme jeune première pour Monsieur Carnaval de Charles Aznavour en décembre 1965 avec Jean Richard et Georges Guétary. 
Avec ce dernier, elle noue des relations artistiques et amicales. Elle sera une des partenaires préférées de ce célèbre ténor durant de longues années.
Cette comédie musicale tiendra l'affiche durant 14 mois.

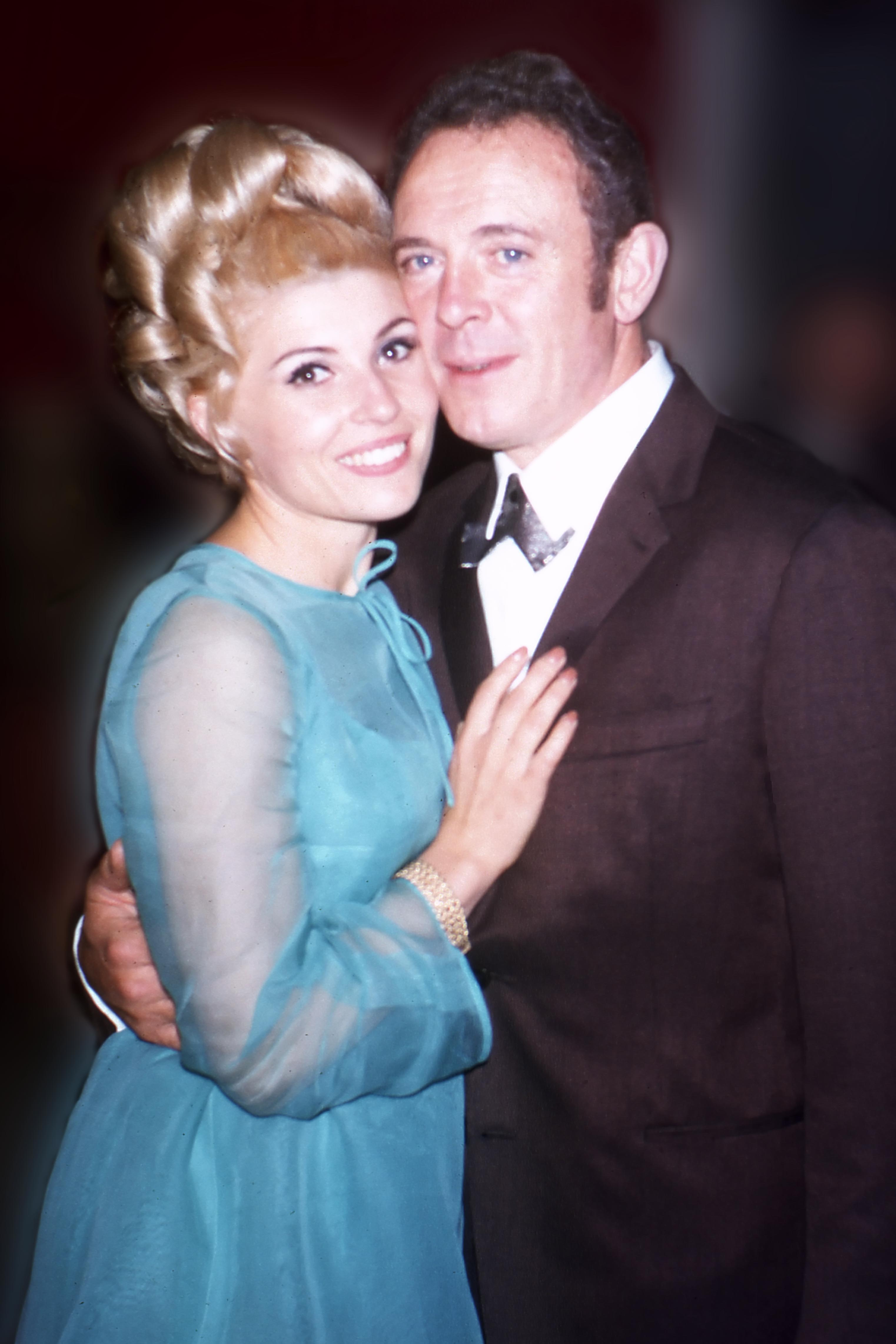
Eliane Varon et Luc Barney.

C'est à cette époque qu'elle se marie avec Luc Barney. Marcel Lamy succède à Maurice Lehmann. Eliane Varon demeure à l'affiche du Châtelet pour le grand retour dans le temple de l'opérette de Luis Mariano avec le Prince de Madrid. Elle a pour partenaire le fantaisiste Maurice Baquet.
Un an plus tard, en 1968, comme pour Monsieur Carnaval, elle n'assure pas la tournée en province de cet ouvrage et reste à l'affiche du Châtelet avec une brillante reprise de l'Auberge du Cheval-Blanc.
On la retrouve l'année suivante au Théâtre Mogador dans Le Marchand de Soleil avec Tino Rossi.
Elle fait une pause de quelques mois car, avec Luc Barney, elle a la joie d'avoir un enfant prénommé Guillaume.
Puis c'est encore au Théâtre Mogador que Georges Guétary l'impose comme sa partenaire dans Monsieur Pompadour de Claude Bolling, en 1971, où elle retrouve aussi Jean Richard. Puis, en 1972, elle est à l'affiche de Hello Dolly! aux côtés d'Annie Cordy. 
En avril 1974, à Bobino, elle fait partie de la superbe distribution du spectacle Il était une fois l'Opérette qui réunit de très grands noms comme ceux de Régine Crespin, Jane Rhodes, Mady Mesplé, Nicole Broissin, Francis Linel, André Jobin…
En parallèle, Eliane enregistre nombre de disques qui lui permet d'avoir notamment Fernandel pour partenaire dans Ignace. 
C'est avec plaisir qu'elle retrouve dans le 33t consacré à L'Auberge du Cheval-Blanc, son mari Luc Barney, grand spécialiste du rôle de Léopold.
Dès 1965, elle fait de nombreuses apparitions à la télévision : Monsieur Carnaval, Manon, Les P'tites Michu, Les Cloches de Corneville, La grande Duchesse de Gérolstein, Quatre Jours à Paris, Ignace…

### Seconde partie

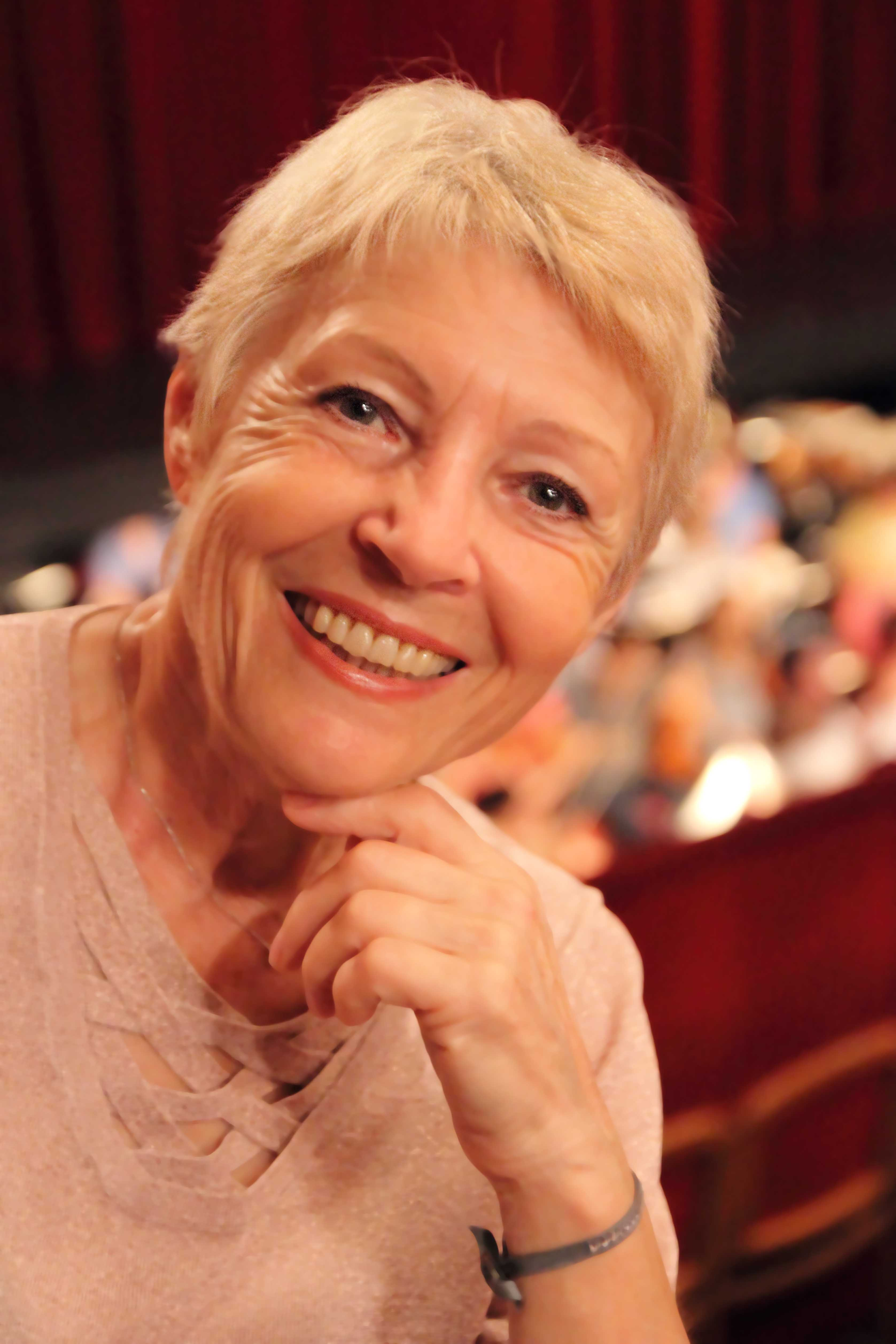
Eliane Varon en 2015.

Au milieu des années 1970, malgré la désaffection du genre dans la capitale, l'opérette continue à provoquer un engouement certain du public en province et Éliane Varon se produit donc à Lille, Marseille, Toulouse, etc. avec des reprises comme Monsieur Carnaval avec Georges Guétary et Luc Barney ou des œuvres du répertoire comme Véronique, La Belle Hélène, Mam'zelle Nitouche…
Malheureusement, en 1978, elle souffre d’œdèmes à la gorge, consulte des médecins, se fait opérer et se trouve dans l'impossibilité de chanter pendant deux années.
Elle reprend néanmoins une activité quand Michel Dunand lui offre de chanter No, No, Nanette. Par la suite, elle abordera également Orphée aux enfers et Irma la Douce dans laquelle elle se fait remarquer par son interprétation. 
Elle termine sa carrière par diverses apparitions dans l'émission de Pascal Sevran, La Chance aux chansons, et passe de l'autre côté de la scène pour réaliser un hommage à Colette Renard avec le concours de Catherine Le Cossec.
Son mari Luc Barney, disparaît en 1991.
Elle continue ensuite à donner des cours de chant, prodiguer ses conseils à de jeunes artistes et partage sa vie entre Paris et la Côte d'Azur.

## Discographie
- 1965 Monsieur Carnaval avec Georges Guétary et Jean Richard / Chez EMI
- 1967 La Prince de Madrid avec Luis Mariano / Chez EMI
- 1968 Rendez-vous à Paris avec Rudy Hirigoyen / Chez Philips
- 1969 L'Auberge du Cheval Blanc avec Christian Borel et Micaël Pieri / Chez Festival
- 1969 Ignace avec Fernandel / Chez Decca
- 1969 Le Marchand de Soleil avec Tino Rossi / Chez EMI
- 1970 Viva Napoli! avec Rudy Hirigoyen / Chez Philips
- 1971 Monsieur Pompadour avec Georges Guétary et Jean Richard / Chez Philips
- 1972 La mandarine (Film) / chez RCA Victor
- 1974 L'Auberge du Cheval Blanc avec Luc Barney / Chez Barclay
- 1974 Il était une fois l'Opérette / Chez Festival
- 1975 Les plus beaux airs d'opérette avec Tino Rossi / Chez EMI

## Télévision
- 1965 Monsieur Carnaval
- 1966 Vient de Paraître
- 1967 Au delà de l'Ecran
- 1967 Qui Marions-nous
- 1968 Les P'tites Michu
- 1968 Manon
- 1968 Samedi et Compagnie
- 1968 Rendez-vous au point d'Orgue
- 1968 Discorama
- 1969 Musicolor - Sombreros et Mantilles
- 1970 La Joie de Vivre
- 1971 Cadet Rouselle
- 1972 Cadet Rouselle
- 1972 Midi Trente – Monsieur Pompadour
- 1972 Cadet Rousselle
- 1973 Midi Trente
- 1973 Les Cloches de Corneville
- 1974 Ma Rue - Hommage Scotto
- 1974 La Grande Duchesse
- 1977 Il était une fois l'Opérette
- 1978 Quatre Jours à Paris
- 1982 Ignace
- Puis diverses Chance aux Chansons

## Sources
- Revue Opérette - Théâtre musical
- Notices d'autorité :   - VIAF
  - ISNI
  - BnF (données)
  - IdRef